# Röke
Röke – miejscowość (tätort) w Szwecji, w regionie administracyjnym (län) Skania, w gminie Hässleholm.
Według danych Szwedzkiego Urzędu Statystycznego liczba ludności wyniosła: 204 (31 grudnia 2015), 207 (31 grudnia 2018) i 196 (31 grudnia 2019).